# Miss Mundo 2007
Miss Mundo 2007 se celebró en el Teatro Corona, Sanya, China, el 1 de diciembre de 2007. Fue acogido por Fernando Allende y Angela Chow. Zhang Zilin de China ganó el título.  En una conferencia de prensa oficial llamado el 7 de julio, la organización Miss Mundo anunció que los delegados se esperaban en Sanya en noviembre 2. Visitaron una serie de spots popular en la China continental y ver la preparación para los Juegos Olímpicos de 2008. Un total de 106 naciones asistieron al certamen, por lo que es la segunda mayor edición, atado con Miss Mundo 2003.
A diferencia de 2005 y 2006 ediciones, Miss Mundo 2007 no tienen zonas continentales en la selección de los semifinalistas es decir, todos los concursantes vienen para semifinales los 10 puntos. Otro 5 puntos fueron para los ganadores de la Playa de belleza, Belleza con un propósito, Deportes, Talento, y Top Model concursos. El formato fue similar al utilizado en Miss Mundo 2004, con la exclusión de la elección del contendiente de adjudicación.
Las 106 concursantes registradas del oficial Relevo de la Antorcha de Luz himno de la Pasión, Compartir el sueño para los Juegos Olímpicos 2008 como una importante cooperación entre el Comité Olímpico de Pekín y Miss Mundo Ltd. La canción tuvo su primera emisión a una audiencia global en la 57 ª Miss Mundo final el 1 de diciembre.
Además, coincidiendo con el Día Mundial del SIDA, el certamen presentó un especial homenaje a la lucha contra el SIDA, con un discurso televisado del expresidente de Sudáfrica Nelson Mandela y la presencia de su hija y nieto, junto con los bailarines tradicionales de África del Sur que sumado a los concursantes en una canción.

## Resultados
| Resultado Final         | Candidata |
| ----------------------- | --- |
| Miss Mundo 2007         | - China - Zhang Zilin |
| 1.ª Finalista           | - Angola - Micaela Reis |
| 2.ª Finalista           | - México – Carolina Morán Gordillo |
| Finalistas (Top 5)      | - Suecia – Annie Oliv - Trinidad y Tobago – Valene Maharaj |
| Semifinalistas (Top 16) | - Austria – Christine Reiler - República Dominicana – Ada Aimée de la Cruz - Ecuador – Valeska Saab Gómez - Ghana – Irene Dwomoh - Granada – Vivian Charlott Burkhardt - Hong Kong – Kayi Cheung - Jamaica – Yendi Phillips - Malasia – Déborah Priya - Puerto Rico – Jennifer Guevara Campos - Estados Unidos – Abigail McCary - Venezuela – Claudia Suárez |

### Premios de la Competición Preliminar

#### Beach Beauty
El Miss World Beach Beauty se disputó el 10 de noviembre en Sanya, China.
- Ganadora:  República Dominicana
- 2.er Lugar:  Jamaica
- 3.er Lugar:   China
- Top 5 Finalistas: Lituania y México
- Top 20 Finalistas: (Tie en el lugar 20) Austria, Bélgica, Brasil, Etiopía, Granada, Italia, Japón, Corea, Líbano, Malasia, Mongolia, Filipinas, España, Trinidad & Tobago, Ucrania, Venezuela.

#### Miss Sports
El Miss World Sports se disputó el 14 de noviembre en Sanya, China.
- Ganadora:  Estados Unidos
- 1.er Lugar:  Escocia
- 2.º Lugar:  Suecia
- 3.er Lugar:  Gales

Otras Finalistas: Albania, Argentina, Islas Caimán, República Checa, Hungría, Islandia, Jamaica, Japón, Malasia, México, Países Bajos, Paraguay.

#### Beauty with a purpose
Ganadoras: (Tie)
- Ecuador: Valeska Saab ayuda a las personas con una terrible condición genérica de la piel llamada ictiosis.
- Hong Kong: Kayi Cheung ayuda a las personas de edad y regularmente trabaja en residencias de ancianos. Ella también tiene fuertes vínculos con la UNICEF.

Finalistas:
- Indonesia: Kamidia Radisti ayuda a los niños menos afortunados con la escolarización de origen, servicios médicos gratuitos para los bebés y niños de corta edad.
- Jamaica: Yendi Phillips ha ayudado que se recuperan de un huracán que azotó a la isla con un evento de música y moda.
- Suecia: Annie Olive durante los últimos dos años trabajó con una persona discapacitada que ha estado siempre en una silla de ruedas y no puede hacer nada por sí misma.

#### Top Model
El Miss World Top Model fue disputadó el 24 de noviembre en el Dynasties Fashion Show en Sanya, China.
- Ganadora:  China
- 1.er Lugar:  Puerto Rico
- 2.º Lugar:  México

Otras finalistas: Jamaica, Kazajistán, Trinidad y Tobago, Venezuela.

#### Miss Talent
El Miss World Talent fue disputado el 26 de noviembre.
- Ganadora:  Ghana
  - 1.er Lugar:  Escocia
    - 2.º Lugar:  Suecia

Otras Finalistas: Australia, Canadá, Chipre, Inglaterra, Giraltar, Granada, Hungría, India, Indonesia, Jamaica, República de Macedonia, Malta, Moldova, Eslovaquia, Taiandia.

### Premios especiales

#### World Dress Design
- Ganadora:  Corea del Sur

#### Reinas Continentales de Belleza 2007
- África:  Angola
- América:  México
- Asia y Oceanía:  China
- Caribe:  Trinidad y Tobago
- Europa:  Suecia

## Concursantes Oficiales
| País                 | Concursante                           | Edad | Estatura (cm) | Región         | Ciudad de residencia |
| -------------------- | ------------------------------------- | ---- | ------------- | -------------- | -------------------- |
| Albania              | Elda Dushi                            | 18   | 176           | Europa         | Tirana               |
| Alemania             | Janice Behrendt                       | 24   | 180           | Europa         | Cottbus              |
| Angola               | Micaela Patricia Reis                 | 18   | 176           | África         | Benguela             |
| Argentina            | Noelia Alejandra Bernal               | 18   | 177           | América        | Perico               |
| Aruba                | Boyoura Martijn                       | 21   | 170           | Caribe         | Rooi Master          |
| Australia            | Caroline Louise Clowes Pemberton      | 21   | 182           | Asia & Oceanía | St.Ives              |
| Austria              | Christine Reiler                      | 25   | 171           | Europa         | Mödling              |
| Bahamas              | Anya Watkins                          | 21   | 170           | Caribe         | Nassau               |
| Belarús              | Alena Aladka                          | 22   | 178           | Europa         | Minsk                |
| Bélgica              | Halima Chehaima                       | 19   | 177           | Europa         | Bruselas             |
| Belice               | Felicita "Leesha" Arzú                | 22   | 175           | América        | Orange Walk Town     |
| Bolivia              | Sandra Lea Hernández Saavedra         | 22   | 174           | América        | Cochabamba           |
| Bosnia y Herzegovina | Gordana Tomić                         | 17   | 178           | Europa         | Tuzla                |
| Botsuana             | Malebogo Marumoagae                   | 24   | 166           | África         | Tonota               |
| Brasil               | Regiane Andrade                       | 23   | 173           | América        | São Bento do Sul     |
| Bulgaria             | Paolina Racheva                       | 19   | 178           | Europa         | Rousse               |
| Canadá               | Sara Ghulam                           | 18   | 177           | América        | Pickering            |
| Chile                | Bernardita Zúñiga Huesbe              | 24   | 176           | América        | Viña del Mar         |
| China                | Zhang Zilin                           | 23   | 182           | Asia & Oceanía | Shijiazhuang         |
| Chipre               | Dora Anastasiou                       | 19   | 173           | Europa         | Xylophagou           |
| Colombia             | María José Torrenegra Ariza           | 23   | 176           | América        | Barranquilla         |
| Corea                | Eun-Ju Cho                            | 24   | 168           | Asia & Oceanía | Pusan                |
| Costa Rica           | Wendy del Carmen Cordero Sánchez      | 19   | 175           | América        | Cartago              |
| Croacia              | Tajana Jeremić                        | 17   | 172           | Europa         | Vukovar              |
| Curazao              | McKeyla Antoinette Magdalena Richards | 19   | 180           | Caribe         | Willemstad           |
| Dinamarca            | Line Kruuse                           | 25   | 176           | Europa         | Korsør               |
| Ecuador              | Valeska Alexandra Saab Gómez          | 23   | 172           | América        | Guayaquil            |
| El Salvador          | Silvia Michelle Melhado Rodríguez     | 18   | 172           | América        | San Salvador         |
| Escocia              | Nieve Jennings                        | 20   | 175           | Europa         | Bishopbriggs         |
| Eslovaquia           | Veronika Husárová                     | 20   | 176           | Europa         | Komárno              |
| Eslovenia            | Tadeja Ternar                         | 20   | 178           | Europa         | Beltinci             |
| España               | Natalia Zabala Arroyo                 | 24   | 177           | Europa         | San Sebastián        |
| Estados Unidos       | Abigail McCary                        | 25   | 173           | América        | Denver               |
| Estonia              | Kadi Sizask                           | 21   | 178           | Europa         | Rapla                |
| Etiopía              | Mihret Abebe                          | 19   | 180           | África         | Teferi Kela          |
| Filipinas            | Margaret Nales Wilson                 | 18   | 175           | Asia & Oceanía | Bacólod              |
| Finlandia            | Linnea Eeric Annickki Aaltonen        | 19   | 168           | Europa         | Porvoo               |
| Francia              | Rachel Legrain-Trapani                | 20   | 172           | Europa         | St Quentin           |
| Gales                | Kelly-Louise Pesticcio                | 23   | 170           | Europa         | Cardiff              |
| Georgia              | Tamar Nemsitsveridze                  | 20   | 173           | Europa         | Kutaisi              |
| Ghana                | Irene Dwomoh                          | 21   | 178           | África         | Essikadu             |
| Gibraltar            | Danielle Samantha Pérez               | 23   | 162           | Europa         | Gibraltar            |
| Granada              | Vivian Charlott Burkhardt             | 21   | 170           | Caribe         | Saint George's       |
| Grecia               | Aikaterini Evangelinou                | 19   | 180           | Europa         | Atenas               |
| Guadalupe            | Nancy Karen Fleurival                 | 23   | 175           | Caribe         | Les Abymes           |
| Guatemala            | Hamy Nataly Tejeda Funes              | 22   | 177           | América        | Ciudad de Guatemala  |
| Guyana               | Candace Charles                       | 17   | 170           | América        | Stanleytown          |
| Hong Kong            | Kayi Cheung                           | 23   | 164           | Asia & Oceanía | Hong Kong            |
| Hungría              | Krisztina Bodri                       | 21   | 170           | Europa         | Budapest             |
| India                | Sarah-Jane Dias                       | 24   | 175           | Asia & Oceanía | Bombay               |
| Indonesia            | Kamidia Radisti                       | 23   | 169           | Asia & Oceanía | Bandung              |
| Inglaterra           | Georgia Faye Horsley                  | 20   | 173           | Europa         | Norton               |
| Irlanda              | Bláthnaid McKenna                     | 21   | 175           | Europa         | Kildare              |
| Irlanda del Norte    | Melissa Jane Patton                   | 20   | 176           | Europa         | Belfast              |
| Islandia             | Jóhanna Vala Jónsdóttir               | 21   | 177           | Europa         | Reikiavik            |
| Islas Caimán         | Rebecca Parchment                     | 25   | 178           | Caribe         | West Bay             |
| Israel               | Liran Kohener                         | 19   | 171           | Europa         | Rishon-Letzion       |
| Italia               | Giada Wiltshire                       | 17   | 182           | Europa         | Lugo di Romagna      |
| Jamaica              | Yendi Phillips                        | 22   | 178           | Caribe         | Kingston             |
| Japón                | Rui Watanabe                          | 23   | 170           | Asia & Oceanía | Tokio                |
| Kazajistán           | Dana Kaparova                         | 19   | 176           | Europa         | Astaná               |
| Kenia                | Catherine Wangari Wainaina            | 22   | 173           | África         | Nyandarua            |
| Letonia              | Kristīne Djadenko                     | 23   | 173           | Europa         | Riga                 |
| Líbano               | Nadine Njeim                          | 20   | 180           | Europa         | Beirut               |
| Lituania             | Jurgita Jurkuté                       | 22   | 177           | Europa         | Vilna                |
| Macedonia            | Jana Stojanovska                      | 22   | 171           | Europa         | Skopie               |
| Malasia              | Déborah Priya Henry                   | 22   | 178           | Asia & Oceanía | Kuala Lumpur         |
| Malta                | Stephanie Zammit                      | 22   | 175           | Europa         | Żejtun               |
| Martinica            | Vanessa Beauchaints                   | 22   | 174           | Caribe         | Ducos                |
| Mauricio             | Melody Selvon                         | 18   | 174           | África         | Flic en Flac         |
| México               | Carolina Morán Gordillo               | 19   | 178           | América        | Manzanillo           |
| Moldavia             | Ina Codreanu                          | 22   | 171           | Europa         | Chisináu             |
| Mongolia             | Oyungerel Gankhuyag                   | 22   | 177           | Asia & Oceanía | Ulán Bator           |
| Montenegro           | Marija Ćirović                        | 18   | 182           | Europa         | Nikšić               |
| Namibia              | Marichen Jolandi Luiperth             | 21   | 173           | África         | Swakopmund           |
| Nepal                | Sitashma Chand                        | 24   | 171           | Asia & Oceanía | Lalitpur             |
| Nigeria              | Munachi Gail Teresa Abii Nwankwo      | 20   | 171           | África         | Owerri               |
| Noruega              | Lisa-Mari Moen Jünge                  | 19   | 177           | Europa         | Molde                |
| Nueva Zelanda        | Stephanie Maria Dods                  | 16   | 168           | Asia & Oceanía | Auckland             |
| Países Bajos         | Melissa Sneekes                       | 24   | 168           | Europa         | La Haya              |
| Panamá               | Shey Ling Him Gordon                  | 21   | 178           | América        | Ciudad de Panamá     |
| Paraguay             | María de la Paz Vargas Morinigo       | 20   | 170           | América        | Fuerte Olimpo        |
| Perú                 | Cinthya Jessenia Calderón Ulloa       | 19   | 170           | América        | Tacna                |
| Polonia              | Karolina Zakrzewska                   | 21   | 180           | Europa         | Zielona Góra         |
| Puerto Rico          | Jennifer Guevara Campos               | 20   | 178           | Caribe         | Orocovis             |
| República Checa      | Kateřina Sokolová                     | 18   | 177           | Europa         | Přerov               |
| República Dominicana | Ada Aimée de la Cruz                  | 21   | 180           | Caribe         | San Cristóbal        |
| Rumania              | Elena Roxana Azoitei                  | 19   | 178           | Europa         | Constanza            |
| Rusia                | Tatiana Kotova                        | 22   | 176           | Europa         | Rostov-on-Don        |
| Serbia               | Mirjana Božović                       | 20   | 181           | Europa         | Lajkovac             |
| Sierra Leona         | Fatmata B. Turay                      | 20   | 173           | África         | Freetown             |
| Singapur             | Roshni Kaur Soin                      | 21   | 173           | Asia & Oceanía | Ciudad de Singapur   |
| Sri Lanka            | Romanthi Maria Colombage              | 23   | 170           | Asia & Oceanía | Colombo              |
| Sudáfrica            | Megan Kate Coleman                    | 22   | 175           | África         | Hillcrest            |
| Suecia               | Annie Oliv                            | 20   | 177           | Europa         | Gothenburg           |
| Surinam              | Charisse Melany Moll                  | 22   | 166           | América        | Paramaribo           |
| Suazilandia          | Nkosing'phile Dlamini                 | 22   | 172           | África         | Manzini              |
| Tailandia            | Kanokkorn Jaicheun                    | 21   | 175           | Asia & Oceanía | Bangkok              |
| Tanzania             | Richa Maria Adhia                     | 19   | 170           | África         | Kariakoo             |
| Trinidad y Tobago    | Valene Maharaj                        | 21   | 173           | Caribe         | St Margaret          |
| Turquía              | Mukerrem Selen Soyder                 | 20   | 176           | Europa         | Ankara               |
| Ucrania              | Lika Roman                            | 22   | 174           | Europa         | Uzhgorod             |
| Uganda               | Monica Kansiime Kasyate               | 21   | 173           | África         | Kampala              |
| Venezuela            | Claudia Paola Suárez Fernández        | 20   | 173           | América        | Mérida               |
| Vietnam              | Đặng Minh Thu                         | 19   | 168           | Asia & Oceanía | Hanói                |
| Zimbabue             | Caroline Marufu                       | 24   | 183           | África         | Bulawayo             |

## Retiros
- Barbados: Natalie Olivia Griffith
- Islas Vírgenes Británicas: Leilani Stevens
- Taiwán: Yen Chin Li
- Guernsey: Hannah McLaughlin
- Malawi: Peth Msinska
- Suiza: Amanda Ammann
- Islas Vírgenes de los Estados Unidos: Esonica Veira (Más tarde Compitió en Miss Mundo 2011, posicionándose en eñ Top 15).

## No representaciones
- Antigua y Barbuda

- Camboya

- República Democrática del Congo: Pupuce Ngalla Ibata, directora nacional de Miss Congo (COMICO) afirmó que Congo no tomaría parte en Miss Mundo 2007. La razón siendo que la Organización Miss Mundo nunca respondió a su aplicación para la franquicia. Sin embargo, ella tratará de obtener la franquicia para el siguiente año.

- Egipto

- Honduras

- Liberia: Miss Liberia 2007/2008 está fechado para 23 de noviembre de 2007, solamente una semana antes de las finales del Miss Mundo 2007.

- Nicaragua

- Portugal

- Santa Lucía: Yasmin Walcott, directora nacional de Miss St. Lucía Mundo, informó que la isla no será representada en Miss Mundo 2007.

- Sint Maarten: Fabiana Arnell, directora nacional de la competición St. Maarten Queen's ha informado que los reportes acerca de la participación de Shanyra Richardson en Miss Mundo no son verídicos, pero ella está interesada en tomar parte en futuras competiciones del Miss Mundo.

- Tahití

- Uruguay

- Zambia

## Trivia
- Angola alcanzó la posición más alta en la historia del Miss Mundo, finalizando como Primera Finalista.

- México se ubicó en las finales por cuarta vez consecutiva, Puerto Rico yJamaica lo hicieron por tercera vez consecutiva. Angola, Ghana y Venezuela llegaron a las finales por segundo año consecutivo.

- Granada se ubicó en las finales del Miss Mundo después de 37 años, Ecuador después de 21 años, Hong Kong China después de 20 años, Austria después de 19 años, Suecia después de 14 años y Malasia después de 9 años. La República Popular China, República Dominicana, Trinidad y Tobago y Estados Unidos se ubicaron después de 3 años.

- La victoria de Zhang Zilin marcó la primera vez que una mujer del Este Asiático gana el título de Miss Mundo.

## Detalles de las concursantes
- Doce países regresaron a Miss Mundo después de un gran intervalo de tiempo en años: Suriname (1981), Sierra Leona (1988), Granada (1996), Belice (2003), Lituania and Paraguay (2004), Albania, Nepal, Nueva Zelanda, Suazilandia y Uganda (2005).
- Las representantes de Angola (primera finalista), Francia, Líbano, Rusia, Sudáfrica, y España compitieron en Miss Universo 2007 que fue llevado a cabo en México.
- La F.Y.R. de Macedonia compitió en Miss Tierra 2005. Finlandia y Tanzania compitieron en Miss Tierra 2006.
- Las representantes de República Dominicana Ada Aimée de la Cruz y Jamaica Yendi Phillips, ambas semi-finalistas, participaron  posteriormente en Miss Universo 2009 y Miss Universo 2010, colocándose como primera finalista en su respectiva edición.

## Reemplazos
- Albania: La Organización Miss & Mister Albania reemplazó a Egla Harxhi, Miss Albania 2007, con Elda Dushi, por razones desconocidas.( Egla Harxhi, participara en el miss mundo 2008 representando a miss Albania)

- Bélgica: La Primera Finalista de Miss Bielorrusia 2006, Yulia Sindzeyeva, se suponía que competiría en Miss Mundo; sin embargo, ella atendió el concurso Miss Internacional en Japón, donde fue Segunda Finalista. Un contrato con la Organización Japonesa la previno de atender el concurso Miss Mundo. La Segunda Finalista, Alena Aladka, tomó su lugar.

- Curazao: Lisaika Everitz, Miss Mundo Curaçao, no fue aceptada como entrada de Curaçao al Miss Mundo 2007 dado que no cumplía los requerimientos de edad. Ella fue reemplazada por Naemi Elizabeth Monte. Antes de que Monte no realizara el cambio de la organización nacional y diera lugar a la finalización establecida por Miss Mundo Ltda, la titular de la franquicia señaló una nueva delegada: Mckeyla Antoinette Richards. Después de esta acción, Naemi Monte decidió adjuntar una demanda contra la titular de la franquicia, Reprod, recuperar el derecho a representar la isla en el certamen internacional. En octubre 17, un jurado decidió a favor de Reprod, finalizando la disputa entre ambas.

- Letonia: Ina Avlasēviča, Miss Letonia 2006, competirá en Miss Mundo 2008. la organización envió a Kristīne Djadenko, con el título de Miss Letonia, al certamen de este año.

- Vietnam: Miss Sea 2007 así como la Segunda Finalista del Miss Mundo Vietnam 2007 Dang Minh Thu fue nombrada por Elite Vietnam como la candidata nacional al Miss Mundo 2007. El pasaje ofrecido a Miss Mundo Vietnam Ngo Phuong Lan para ir al certamen Miss Mundo, fue devuelto por la delegada en razón a la realización de sus estudios en Suiza.

## Panel de Jurados
Un panel de diez ilustradas personalidades escogió a Miss Mundo 2007. Ellos son:
- Julia Morley (Inglaterra) - Presidente y CEO de Miss World, Ltd.
- Duncan James (Inglaterra) - Miembro de la banda juvenil Blue, ahora actor y presentador de TV.
- Annabel Croft (Inglaterra) - Jugador de tenis y presentador de televisión.
- Ben de Lisi (Italia) - Reconocido Diseñador de Modas.
- Li Xiao Bai (República Popular de China) - Director Ejecutivo de la Agencia de Modelaje New Silk Road.
- Bruce Zhao (República Popular de China) - Presidente del Grupo Huayu.
- Makaziwe Mandela (Sudáfrica) - Hija de Nelson Mandela, industrial y filántropo.
- Neal Hamil (Estados Unidos) - Director Ejecutivo de Elite Models.
- Krish Naidoo (Irlanda) - Embajador Internacional de Miss Mundo, empresario, trabaja con muchas organizaciones caritativas.
- Elena Franchuk (Ucrania) - Fundador de la Fundación Anti-SIDA de Ucrania.